# Ujhari
Ujhari es un pueblo y nagar Panchayat situado en el distrito de Amroha en el estado de Uttar Pradesh (India). Su población es de 24488 habitantes (2011). 

## Demografía
Según el  censo de 2011 la población de Ujhari era de 24488 habitantes, de los cuales el 51% eran hombres y el 49% eran mujeres. Ujhari tiene una tasa media de alfabetización del 58,20%, inferior a la media nacional del 67,68%: la alfabetización masculina es del 66,28%, y la alfabetización femenina del 49,62%.